# Allsvenskan i bandy 1999/2000
Allsvenskan i bandy 1999/2000 var Sveriges högsta division i bandy för herrar säsongen 1999/2000. Norrgruppsvinnaren Sandvikens AIK lyckades vinna svenska mästerskapet efter seger med 8-5 mot södergruppsvinnaren Hammarby IF i finalmatchen på Studenternas IP i Uppsala den 19 mars år 2000.

## Förlopp
- Grundserieindelningen fastställdes av Svenska Bandyförbundet i mars 1999.[3]
- Skytteligan vanns av Magnus Muhrén, Sandvikens AIK med 55 fullträffar.[4].

## Seriespelet

### Norrgruppen
Spelades 14 november 1999-6 januari 2000.
| Nr | Lag                     | S  | V  | O | F  | +/-   | P  |
| -- | ----------------------- | -- | -- | - | -- | ----- | -- |
| 1  | Sandvikens AIK          | 14 | 11 | 2 | 1  | 94-37 | 24 |
| 2  | Edsbyns IF              | 14 | 7  | 6 | 1  | 70-48 | 20 |
| 3  | Falu BS                 | 14 | 9  | 2 | 3  | 76-59 | 20 |
| 4  | Bollnäs GoIF            | 14 | 6  | 3 | 5  | 62-53 | 15 |
| 5  | Ljusdals BK             | 14 | 5  | 3 | 6  | 48-59 | 13 |
| 6  | IK Sirius               | 14 | 3  | 2 | 9  | 43-69 | 8  |
| 7  | Kalix Nyborg BK         | 14 | 2  | 3 | 9  | 52-84 | 7  |
| 8  | Broberg/Söderhamn Bandy | 14 | 1  | 3 | 10 | 51-87 | 5  |

### Södergruppen
Spelades 14 november 1999-6 januari 2000.
| Nr | Lag                | S  | V  | O | F  | +/-   | P  |
| -- | ------------------ | -- | -- | - | -- | ----- | -- |
| 1  | Hammarby IF        | 14 | 10 | 1 | 3  | 78-54 | 21 |
| 2  | Västerås SK        | 14 | 10 | 0 | 4  | 93-61 | 20 |
| 3  | IF Boltic          | 14 | 7  | 2 | 5  | 81-70 | 16 |
| 4  | IFK Motala         | 14 | 7  | 2 | 5  | 75-72 | 16 |
| 5  | Katrineholms SK    | 14 | 6  | 3 | 5  | 68-66 | 15 |
| 6  | Villa Lidköping BK | 14 | 6  | 1 | 7  | 71-73 | 13 |
| 7  | IFK Vänersborg     | 14 | 5  | 0 | 9  | 64-84 | 10 |
| 8  | IFK Kungälv        | 14 | 0  | 1 | 13 | 46-96 | 1  |

### Elitserien
Spelades 12 januari-20 februari 2000.
| Nr | Lag            | S  | V | O | F  | +/-   | P  |
| -- | -------------- | -- | - | - | -- | ----- | -- |
| 1  | Sandvikens AIK | 11 | 8 | 3 | 0  | 65-30 | 19 |
| 2  | Hammarby IF    | 11 | 8 | 2 | 1  | 63-32 | 18 |
| 3  | Västerås SK    | 11 | 7 | 1 | 3  | 79-59 | 15 |
| 4  | Falu BS        | 11 | 5 | 1 | 5  | 55-50 | 11 |
| 5  | Edsbyns IF     | 11 | 4 | 0 | 7  | 60-50 | 8  |
| 6  | IFK Motala     | 11 | 3 | 2 | 6  | 47-70 | 8  |
| 7  | Bollnäs GoIF   | 11 | 3 | 1 | 7  | 52-83 | 7  |
| 8  | IF Boltic      | 11 | 1 | 0 | 10 | 46-93 | 2  |

### Allsvenska fortsättningsserien
Spelades 12 januari-20 februari 2000.
| Nr | Lag                     | S  | V | O | F  | +/-   | P  |
| -- | ----------------------- | -- | - | - | -- | ----- | -- |
| 1  | Ljusdals BK             | 11 | 9 | 2 | 0  | 71-34 | 23 |
| 2  | IFK Vänersborg          | 11 | 7 | 2 | 2  | 57-44 | 17 |
| 3  | IK Sirius               | 11 | 6 | 0 | 5  | 55-52 | 14 |
| 4  | Kalix Nyborg BK         | 11 | 6 | 1 | 4  | 42-42 | 14 |
| 5  | Katrineholms SK         | 11 | 4 | 2 | 5  | 59-48 | 13 |
| 6  | Villa Lidköping BK      | 11 | 4 | 2 | 5  | 62-52 | 12 |
| 7  | Broberg/Söderhamn Bandy | 11 | 2 | 1 | 8  | 47-74 | 5  |
| 8  | IFK Kungälv             | 11 | 1 | 0 | 10 | 36-83 | 2  |

## Seriematcherna

### Södergruppen
| - 14 november 1999 IF Boltic-IFK Vänersborg 6-3 (4-1) - 14 november 1999 Hammarby IF-Katrineholms SK 7-2 (2-0) - 14 november 1999 IFK Motala-IFK Kungälv 10-6 (3-3) - 14 november 1999 Villa Lidköping BK-Västerås SK 5-3 (3-2) - 17 november 1999 Katrineholm-Villa Lidköping 3-7 (0-5) - 17 november 1999 Kungälv-Boltic 4-7 (2-2) - 17 november 1999 Vänersborg-Motala 5-8 (3-6) - 17 november 1999 Västerås-Hammarby 0-4 (0-1) - 21 november 1999 Boltic-Katrineholm 6-6 (3-3) - 21 november 1999 Hammarby-Vänersborg 4-1 (0-0) - 21 november 1999 Motala-Västerås 2-7 (1-2) - 21 november 1999 Villa Lidköping-Kungälv 10-5 (7-1) - 24 november 1999 Boltic-Villa Lidköping 7-1 (1-1) - 24 november 1999 Kungälv-Hammarby 5-5 (2-3) - 24 november 1999 Motala-Katrineholm 6-6 (4-5) - 24 november 1999 Vänersborg-Västerås 2-7 (2-1) - 28 november 1999 Hammarby-Motala 6-3 (3-1) - 28 november 1999 Katrineholm-Kungälv 7-1 (3-1) - 28 november 1999 Villa Lidköping-Vänersborg 11-4 (7-1) - 28 november 1999 Västerås-Boltic 8-3 (4-2) - 1 december 1999 Hammarby-Villa Lidköping 7-3 (2-2) - 1 december 1999 Motala-Boltic 6-5 (2-2) - 1 december 1999 Vänersborg-Katrineholm 5-4 (4-2) - 1 december 1999 Västerås-Kungälv 6-3 (4-2) - 3 december 1999 Boltic-Hammarby 6-4 (3-1) - 5 december 1999 Villa Lidköping-Motala 3-4 (2-2) - 5 december 1999 Katrineholm-Västerås 4-10 (1-3) - 5 december 1999 Kungälv-Vänersborg 3-10 (1-4) | - 8 december 1999 Hammarby-Boltic 10-6 (6-4) - 8 december 1999 Motala-Villa Lidköping 4-4 (3-3) - 8 december 1999 Vänersborg-Kungälv 4-2 (1-2) - 8 december 1999 Västerås-Katrineholm 8-4 (3-2) - 15 december 1999 Boltic-Motala 5-9 (4-6) - 15 december 1999 Katrineholm-Vänersborg 7-3 (4-3) - 15 december 1999 Kungälv-Västerås 4-7 (1-6) - 15 december 1999 Villa Lidköping-Hammarby 5-9 (2-4) - 17 december 1999 Hammarby-Kungälv 6-3 (2-1, 2-0, 2-2) - 17 december 1999 Katrineholm-Motala 5-4 (2-2) - 17 december 1999 Villa Lidköping-Boltic 0-5 (0-4) - 17 december 1999 Västerås-Vänersborg 8-5 (3-1) - 26 december 1999 Boltic-Västerås 5-7 (3-3) - 26 december 1999 Kungälv-Katrineholm 1-6 (0-3) - 26 december 1999 Motala-Hammarby 5-2 (0-0, 2-1, 3-1) - 26 december 1999 Vänersborg-Villa Lidköping 9-6 (5-3) - 29 december 1999 Katrineholm-Boltic 3-3 (2-3) - 29 december 1999 Kungälv-Villa Lidköping 2-5 (1-2) - 29 december 1999 Vänersborg-Hammarby 3-4 (1-1) - 29 december 1999 Västerås-Motala 10-4 (8-1) - 2 januari 2000 Boltic-Kungälv 8-5 (6-3) - 2 januari 2000 Hammarby-Västerås 8-6 (5-2) - 2 januari 2000 Motala-Vänersborg 5-6 (2-2) - 2 januari 2000 Villa Lidköping-Katrineholm 3-5 (0-1) - 6 januari 2000 Katrineholm-Hammarby 6-2 (3-1) - 6 januari 2000 Kungälv-Motala 2-5 (1-1, 0-1, 1-3) - 6 januari 2000 Vänersborg-Boltic 4-9 (2-4) - 6 januari 2000 Västerås-Villa Lidköping 6-8 (2-3) |

### Norrgruppen
| - 14 november 1999 Edsbyns IF-IK Sirius 8-4 (6-3) - 14 november 1999 Falu BS-Bollnäs GIF 4-3 (2-0) - 14 november 1999 Ljusdals BK-Kalix Nyborgs BK 5-3 (0-1) - 14 november 1999 Sandvikens AIK-Brobergs IF 6-3 (1-3) - 17 november 1999 Bollnäs-Sandviken 6-2 (3-0) - 17 november 1999 Broberg-Falun 4-5 (2-2) - 17 november 1999 Kalix Nyborg-Edsbyn 4-5 (3-4) - 17 november 1999 Sirius-Ljusdal 2-2 (0-2) - 21 november 1999 Bollnäs-Edsbyn 4-8 (0-4) - 21 november 1999 Kalix Nyborg-Sirius 1-3 (1-1) - 21 november 1999 Ljusdal-Broberg 5-0 (1-0) - 21 november 1999 Sandviken-Falun 8-3 (3-2) - 24 november 1999 Broberg-Bollnäs 5-7 (4-2) - 24 november 1999 Edsbyn-Ljusdal 5-5 (2-3) - 24 november 1999 Sirius-Sandviken 3-6 (0-4) - 26 november 1999 Falun-Kalix Nyborg 6-3 (4-2) - 26 november 1999 Sandviken-Edsbyn 3-1 (1-1) - 28 november 1999 Bollnäs-Sirius 5-3 (1-2) - 28 november 1999 Broberg-Kalix Nyborg 3-7 (0-2) - 28 november 1999 Falun-Ljusdal 9-3 (3-1) - 1 december 1999 Edsbyn-Falun 8-4 (1-1) - 1 december 1999 Kalix Nyborg-Bollnäs 3-3 (2-1) - 1 december 1999 Ljusdal-Sandviken 4-4 (1-3) - 1 december 1999 Sirius-Broberg 3-5 (0-5) - 3 december 1999 Broberg-Edsbyn 2-8 (1-4) - 3 december 1999 Falun-Sirius 7-7 (5-3) - 5 december 1999 Bollnäs-Ljusdal 6-0 (2-0) - 5 december 1999 Sandviken-Kalix Nyborg 10-2 (4-0) | - 7 december 1999 Edsbyn-Broberg 6-6 (3-3) - 8 december 1999 Kalix Nyborg-Sandviken 3-14 (2-10) - 8 december 1999 Ljusdal-Bollnäs 5-3 (3-0) - 8 december 1999 Sirius-Falun 1-2 (0-2) - 15 december 1999 Bollnäs-Kalix Nyborg 6-2 (4-1) - 15 december 1999 Broberg-Sirius 1-3 (0-3) - 15 december 1999 Falun-Edsbyn 3-3 (2-2) - 15 december 1999 Sandviken-Ljusdal 9-2 (3-1) - 17 december 1999 Edsbyn-Sandviken 1-1 (1-0, 0-0, 0-1) - 17 december 1999 Kalix Nyborg-Broberg 6-6 (3-3) - 17 december 1999 Ljusdal-Falun 1-4 (1-3) - 17 december 1999 Sirius-Bollnäs 1-6 (0-1) - 26 december 1999 Broberg-Ljusdal 3-10 (2-5) - 26 december 1999 Edsbyn-Bollnäs 4-4 (2-1) - 26 december 1999 Falun-Sandviken 5-7 (2-6) - 26 december 1999 Sirius-Kalix Nyborg 8-5 (2-1) - 29 december 1999 Bollnäs-Broberg 6-6 (3-3) - 29 december 1999 Ljusdal-Edsbyn 1-5 (0-1) - 29 december 1999 Sandviken-Sirius 14-1 (8-1) - 29 december 1999 Kalix Nyborg-Falun 4-9 (2-4) - 2 januari 2000 Edsbyn-Kalix Nyborg 4-4 (2-1) - 2 januari 2000 Falun-Broberg 10-5 (4-2) - 2 januari 2000 Ljusdal-Sirius 3-1 (2-1) - 2 januari 2000 Sandviken-Bollnäs 5-1 (3-0) - 6 januari 2000 Bollnäs-Falun 2-5 (2-3) - 6 januari 2000 Broberg-Sandviken 2-5 (1-0) - 6 januari 2000 Kalix Nyborg-Ljusdal 5-2 (2-1) - 6 januari 2000 Sirius-Edsbyn 3-4 (2-2) |

### Elitserien
| - 12 januari 2000 Falu BS-Västerås SK 6-9 (3-4) - 12 januari 2000 Bollnäs GIF-IF Boltic 11-3 (3-2) - 12 januari 2000 Hammarby IF-Sandvikens AIK 2-2 (1-0) - 12 januari 2000 IFK Motala-Edsbyns IF 7-5 (3-4) - 16 januari 2000 Boltic-Falun 4-7 (3-1) - 16 januari 2000 Edsbyn-Hammarby 1-4 (0-1) - 16 januari 2000 Sandviken-Motala 2-1 (0-1) - 16 januari 2000 Västerås-Bollnäs 14-5 (5-0) - 19 januari 2000 Boltic-Edsbyn 6-7 (4-3) - 19 januari 2000 Falun-Hammarby 4-7 (1-5) - 19 januari 2000 Bollnäs-Motala 8-5 (3-3) - 19 januari 2000 Västerås-Sandviken 3-7 (2-4) - 23 januari 2000 Edsbyn-Västerås 7-5 (5-3) - 23 januari 2000 Hammarby-Bollnäs 9-1 (4-1) - 23 januari 2000 Motala-Falun 7-6 (1-2) - 23 januari 2000 Sandviken-Boltic 5-4 (4-2) - 26 januari 2000 Boltic-Bollnäs 8-2 (4-0) - 26 januari 2000 Edsbyn-Motala 12-3 (5-1) - 26 januari 2000 Sandviken-Hammarby 4-4 (2-1) - 26 januari 2000 Västerås-Falun 5-4 (1-2) - 30 januari 2000 Bollnäs-Västerås 3-10 (3-2) - 30 januari 2000 Falun-Boltic 8-2 (3-0) - 30 januari 2000 Hammarby-Edsbyn 3-2 (1-0) - 30 januari 2000 Motala-Sandviken 4-5 (0-3) | - 9 februari 2000 Bollnäs-Falun 3-5 (1-3) - 9 februari 2000 Hammarby-Motala 12-0 (7-0) - 9 februari 2000 Sandviken-Edsbyn 4-1 (2-0) - 9 februari 2000 Västerås-Boltic 12-7 (6-3) - 11 februari 2000 Edsbyn-Bollnäs 6-8 (4-3) - 11 februari 2000 Falun-Sandviken 2-2 (1-1) - 13 februari 2000 Boltic-Hammarby 4-6 (4-0) - 13 februari 2000 Västerås-Motala 4-4 (1-0) - 16 februari 2000 Edsbyn-Falun 2-3 (1-1) - 16 februari 2000 Hammarby-Västerås 6-7 (1-6) - 16 februari 2000 Motala-Boltic 8-6 (2-3) - 16 februari 2000 Sandviken-Bollnäs 14-4 (8-1) - 18 februari 2000 Bollnäs-Hammarby 4-6 (2-4) - 18 februari 2000 Boltic-Sandviken 2-13 (2-7) - 18 februari 2000 Falun-Motala 7-5 (3-4) - 18 februari 2000 Västerås-Edsbyn 7-3 (3-1) - 20 februari 2000 Edsbyn-Boltic 14-0 (6-0) - 20 februari 2000 Hammarby-Falun 4-3 (3-1) - 20 februari 2000 Motala-Bollnäs 3-3 (1-1) - 20 februari 2000 Sandviken-Västerås 7-3 (3-2) |

### Allsvenska fortsättningsserien
| - 12 januari 2000 IFK Vänersborg-Kalix Nyborg BK 4-3 (4-3) - 12 januari 2000 IK Sirius-Katrineholms SK 5-4 (0-2) - 12 januari 2000 IFK Kungälv-Brobergs IF 3-10 (1-6) - 12 januari 2000 Ljusdals BK-Villa Lidköping BK 5-3 (2-1) - 16 januari 2000 Broberg-Vänersborg 4-7 (1-2) - 16 januari 2000 Kalix Nyborg-Kungälv 6-4 (3-3) - 16 januari 2000 Katrineholm-Ljusdal 2-3 (2-0) - 16 januari 2000 Villa Lidköping-Sirius 4-7 (2-1) - 19 januari 2000 Kalix Nyborg-Villa Lidköping 3-2 (2-1) - 19 januari 2000 Broberg-Katrineholm 7-7 (2-7) - 19 januari 2000 Kungälv-Sirius 4-5 (3-3) - 19 januari 2000 Vänersborg-Ljusdal 5-5 (3-2) - 23 januari 2000 Ljusdal-Kungälv 9-2 (3-1) - 23 januari 2000 Sirius-Vänersborg 3-5 (2-1) - 23 januari 2000 Villa Lidköping-Broberg 11-1 (6-1) - 26 januari 2000 Broberg-Kungälv 2-6 (0-2) - 26 januari 2000 Kalix Nyborg-Vänersborg 4-2 (1-0) - 26 januari 2000 Katrineholm-Sirius 4-5 (4-2) - 26 januari 2000 Villa Lidköping-Ljusdal 3-3 (2-1) - 28 januari 2000 Katrineholm-Kalix Nyborg 6-2 (1-2) - 30 januari 2000 Kungälv-Kalix Nyborg 1-2 (0-1) - 30 januari 2000 Ljusdal-Katrineholm 5-2 (2-1) - 30 januari 2000 Sirius-Villa Lidköping 5-7 (4-5) - 30 januari 2000 Vänersborg-Broberg 7-3 (4-1) | - 9 februari 2000 Kalix Nyborg-Broberg 6-3 (2-3) - 9 februari 2000 Katrineholm-Villa Lidköping 6-4 (4-1) - 9 februari 2000 Kungälv-Vänersborg 1-6 (0-0) - 9 februari 2000 Ljusdal-Sirius 8-3 (2-3) - 11 februari 2000 Villa Lidköping-Kungälv 8-7 (5-3) - 13 februari 2000 Broberg-Ljusdal 2-6 (1-3) - 13 februari 2000 Sirius-Kalix Nyborg 4-8 (0-3) - 13 februari 2000 Vänersborg-Katrineholm 6-2 (3-1) - 15 februari 2000 Ljusdal-Kalix Nyborg 3-1 (2-1) - 16 februari 2000 Katrineholm-Kungälv 14-1 (5-0) - 16 februari 2000 Sirius-Broberg 7-2 (3-1) - 16 februari 2000 Villa Lidköping-Vänersborg 5-5 (3-3) - 18 februari 2000 Broberg-Villa Lidköping 8-7 (2-3) - 18 februari 2000 Kalix Nyborg-Katrineholm 5-5 (2-2) - 18 februari 2000 Kungälv-Ljusdal 5-12 (1-7) - 18 februari 2000 Vänersborg-Sirius 4-2 (1-2) - 20 februari 2000 Katrineholm-Broberg 7-5 (3-2) - 20 februari 2000 Ljusdal-Vänersborg 12-6 (7-3) - 20 februari 2000 Sirius-Kungälv 9-2 (4-1) - 20 februari 2000 Villa Lidköping-Kalix Nyborg 8-2 (2-1) |

## Slutspel om svenska mästerskapet 2000

### Åttondelsfinaler (UEFA:s cupmodell)
- 22 februari 2000: Ljusdals BK-IF Boltic 3-5 (2-3)
- 22 februari 2000: IFK Vänersborg-Bollnäs GoIF 2-5 (0-4)
- 24 februari 2000: IF Boltic-Ljusdals BK 6-2 (1-0), IF Boltic vidare
- 24 februari 2000: Bollnäs GoIF-IFK Vänersborg 7-4 (3-1, 2-1, 2-2), Bollnäs GoIF vidare

### Kvartsfinaler (bäst av fem matcher)
- 27 februari 2000: Sandvikens AIK-Bollnäs GoIF 10-2 (7-0)
- 27 februari 2000: Västerås SK-Edsbyns IF 3-5 (2-1)
- 27 februari 2000: Hammarby IF-IF Boltic 5-4 (2-1)
- 27 februari 2000: Falu BS-IFK Motala 10-3 (4-2)
- 29 februari 2000: Edsbyns IF-Västerås SK 1-4 (0-3)
- 1 mars 2000: Bollnäs GoIF-Sandvikens AIK 3-6 (0-1)
- 1 mars 2000: IF Boltic-Hammarby IF 3-5 (1-1)
- 1 mars 2000: IFK Motala-Falu BS 5-4 (2-4)
- 3 mars 2000: Sandvikens AIK-Bollnäs GoIF 4-3 (2-0), Sandvikens AIK vidare med 3-0 i matcher
- 3 mars 2000: Västerås SK-Edsbyns IF 6-4 (3-2)
- 3 mars 2000: Hammarby IF-IF Boltic 6-1 (3-0), Hammarby IF vidare med 3-0 i matcher
- 3 mars 2000: Falu BS-IFK Motala 12-7 (5-0)
- 5 mars 2000: Edsbyns IF-Västerås SK 4-0 (4-0)
- 5 mars 2000: IFK Motala-Falu BS 3-4, sudden death (3-1) Falu BS vidare med 3-1 i matcher
- 8 mars 2000: Västerås SK-Edsbyns IF 6-2 (4-1), Västerås SK vidare med 3-2 i matcher

### Semifinaler (bäst av tre matcher)
- 10 mars 2000: Sandvikens AIK-Västerås SK 4-3 (2-2)
- 10 mars 2000: Hammarby IF-Falu BS 7-3 (3-2)
- 12 mars 2000: Västerås SK-Sandvikens AIK 4-5 sudden death (1-4), Sandvikens AIK vidare med 2-0 i matcher
- 12 mars 2000: Falu BS-Hammarby IF 3-5 (1-2), Hammarby IF vidare med 2-0 i matcher

### Final
- 19 mars 2000: Sandvikens AIK-Hammarby IF 8-5 (4-2) Studenternas IP, Uppsala